# Пристань (Красноярский край)
Пристань — деревня в Большемуртинском районе Красноярского края в составе  Российского сельсовета.

## География
Находится на левом берегу Енисея примерно в  22 километрах по прямой на северо-восток от районного центра поселка Большая Мурта напротив лежащего на правом берегу Енисея поселка Предивинск.

## Климат
Климат резко континентальный, с продолжительной морозной зимой и коротким тёплым летом. Средняя температура воздуха самого тёплого месяца (июля) составляет 17,8 °C (абсолютный максимум — 38 °C); самого холодного (января) — −20,4 °C (абсолютный минимум — −60 °C). Среднегодовое количество атмосферных осадков составляет 350 мм. Снежный покров держится в течение 180 дней.

## Население
Постоянное население составляло 5 человек в 2002 году (100% русские),  1 в 2010.

## Инфраструктура
Паромная переправа на правый берег Енисея в поселок Предивинск.